# Rozdilna
Rozdilna (în ucraineană Роздільна, cunoscută în literatura de limbă română și ca Razdelnaia) este orașul raional de reședință al raionului Rozdilna din regiunea Odesa, Ucraina. În afara localității principale, nu cuprinde și alte sate.

## Demografie
Componența lingvistică a orașului Rozdilna
     Ucraineană (66,67%)
     Rusă (31,68%)
     Alte limbi (1,16%)
Conform recensământului din 2001, majoritatea populației orașului Rozdilna era vorbitoare de ucraineană (66,67%), existând în minoritate și vorbitori de rusă (31,68%).

## Istorie
Imperiul Rus 1863–1917

 Republica Rusă 1917

 Republica Populară Ucraineană 1917-1918

 Republica Sovietică Odesa 1918

 Republica Populară Ucraineană 1918

 Statul Ucrainean 1918

 Republica Populară Ucraineană 1918-1919

 RSS Ucraineană 1920–1922

 Uniunea Sovietică 1922–1941

 Transnistria (România) 1941–1944

 Uniunea Sovietică 1944–1991

 Ucraina 1991–prezent 